# Ретраншемент
Ретраншеме́нт, в некоторых источниках ретраншаме́нт (фр. retrancher «укрепить, обнести окопами») — фортификационное сооружение, внутренняя оборонительная ограда, расположенная позади какой-либо главной позиции обороняющихся, позволяющее обстреливать пространство за нею и принуждающее противника, овладевшего главной позицией, вести дальнейшую атаку под огнём.
В XVIII веке в русском военном деле для подобных сооружений использовался термин а́бшнит (нем. Abschnitt «отрезок») — крепостная вспомогательная внутренняя постройка в виде вала со рвом впереди, дававшая возможность продолжать оборону после того как противник занял главный вал, и вести обстрел внутренней части последнего. Термин абшнит был заменён термином ретраншамент.
Понятие «ретраншамент» применялось как в долговременной, так и в полевой фортификации.

## История
Первообразы ретраншементов существовали ещё в Древнем Мире, когда обороняющиеся при проломе врагом стены окружали брешь новой оградой (или возводили её заранее).

Если вал сей есть ретраншамент, построенный Траяном, для ограждения провинций Римских от набегов варваров; то при сооружении сей стены, должны были быть соблюдены необходимые условия для удобства защиты. — Но здесь, напротив, все выгоды местоположения на стороне, прилегающей с севера.
— А.Ф. Вельтман. О валах Траяна / Начертание древней истории Бессарабии, сочинённое Генерального штаба штабс-капитаном Вельтманом. — М., 1828.
В XVI веке германский инженер Даниил Спекле (1536−1589) внёс существенные усовершенствования в бастионную систему обороны. В числе прочего, бастионы усиливались кавальерами, отделёнными от бастионов рвом. Эти постройки представляли собой первые полноценные ретраншементы, которые значительно увеличили силу обороны. В некоторых случаях строился общий ретраншемент за линией бастионов.
В последующие эпохи множество военных инженеров и строителей уделяли внимание устройству ретраншементов в крепостях и укреплениях, считая, что упорство обороны во многом зависит от наличия сильных ретраншементов. На рубеже XVIII−XIX веков было предложено строить в горже бастиона казармы, которые в случае необходимости могли быть превращены в ретраншемент. В XIX веке стали строиться специальные сомкнутые оборонительные казармы, играющие роль ретраншмента. Оборонительная казарма в Модлине имела длину 2 км и могла вместить 17 тыс. человек.
В то же время активно использовались ретраншементы, возводимые в период обороны. Так во время осады Пскова в 1581 году русские построили ретраншемент на участке готовящейся атаки и сумели отразить штурм, несмотря на то, что основная стена была проломлена поляками, а несколько башен на ней захвачено. Во время обороны Троице-Сергиевой Лавры также строились ретраншменты в наиболее опасных местах. При обороне Севастополя в 1854−55 гг. ретраншементы составляли 2-ю линию обороны. В Порт-Артуре гарнизону приходилось создавать ретраншементы из мешков с землёй и даже такие, наскоро возведённые сооружения, способствовали увеличению длительности обороны крепости.